# Куфія білогуба
Куфія білогуба (Trimeresurus albolabris) — отруйна змія з роду Куфія родини Гадюкові.

## Опис
Загальна довжина досягає 60—80 см. Спостерігається статевий диморфізм — самиці більші за самців. Голова широка, пласка, різко трикутна, із загостреною мордою, вкрита дрібними щиточками неправильної форми. Зіниці вертикальні. Тулуб товстий. Голова темного кольору та очі яскраво—помаранчеві. Спина блідо—зелена забарвлення, черево жовтувато—зеленого кольору. У самців з боків тягнеться тонка біла смуга, у самок такої смуги немає.

## Спосіб життя
Полюбляє ліси. Живе на деревах, спускається на землю тільки у шлюбний період або після сильних дощів. Зустрічається на висоті до 800 м над рівнем моря. Активна вночі. Харчуються ящірками, жабами та гризунами.
Отрута не становить суттєвої загрози життю людини, до того ж укуси не часті. Проте все ж таки необхідно застосувати спеціальну сироватку.
Це живородна змія. Вагітність триває 129–157 днів. Самиця народжує від 10 до 20 дитинчат.

## Розповсюдження
Мешкає від північно-східній Індії, Непалу через Індокитай до південно-східного Китаю.